# Board Game Arena
 (octobre 2012).
Pour les articles homonymes, voir BGA.

Parties en cours par un utilisateur de l'application Board Game Arena

Board Game Arena (BGA) est une plateforme permettant de jouer en ligne à une sélection de jeux de plateau et de cartes, directement depuis son navigateur, en simultané ou en « tour par tour ».
La plateforme est en partie collaborative : les traductions des jeux sont effectuées bénévolement par la communauté, et les jeux sont développés via la plateforme en ligne Board Game Studio, accessible à tous.

## Histoire
En 2016, le duo d'entrepreneurs est rejoint par Ian Parovel qui prend alors en charge l'UX et la charte graphique du site,.
Pendant le confinement lié à la Pandémie de Covid-19, près de 30 000 personnes sont en ligne en simultané chaque jour. En quelques semaines, plus de 500 000 nouveaux membres ont rejoint le site, atteignant 2,3 millions d'inscrits fin juin 2020.
En février 2021, Asmodee acquiert la plateforme et les fondateurs annoncent que les jeux pas encore adaptés du nouveau propriétaire s’ajouteront au catalogue prochainement.
En janvier 2024, le site a plus de 9 millions de joueurs inscrits et propose plus de 700 jeux.

## Contenu du site
Le site propose une version jouable en ligne via navigateur web, soit en temps réel, soit en tour par tour. Tous les jeux présents sur ce site font l'objet d'un accord de licence ou d'une autorisation de la part de l'éditeur et des détenteurs des différents droits d'auteur.